# Dragovići
Dragovići är en ort i Bosnien och Hercegovina.   Den ligger i entiteten Federationen Bosnien och Hercegovina, i den centrala delen av landet, 19 km väster om huvudstaden Sarajevo. Dragovići ligger 657 meter över havet och antalet invånare är 259.
Terrängen runt Dragovići är kuperad åt nordväst, men åt sydost är den bergig.Runt Dragovići är det ganska tätbefolkat, med 93 invånare per kvadratkilometer.. Närmaste större samhälle är Sarajevo, 18,7 km öster om Dragovići. 
Omgivningarna runt Dragovići är en mosaik av jordbruksmark och naturlig växtlighet.